# Alright, Still
Albums de Lily Allen
It's Not Me, It's You
(2009)
Alright, Still est le premier album studio de la chanteuse britannique Lily Allen. Sorti le 14 juillet 2006, cet album est composé de chansons que l'artiste avait précédemment postées sur le site communautaire Myspace.

## Musiciens
- Lily Allen – chant
- Paul Farr – guitare (3, 10)
- Mark Nicholls – guitare (9)
- Clive Hunte – basse (1-3, 10)
- John Waddington – basse (9)
- John Ellis – claviers (1-3, 10)
- Darren Lewis – claviers (1–3, 9, 10) ; percussions (2)
- Iyiola Babalola – claviers (1–3, 10) ; percussions (9)
- Oliver Bayston – claviers (9)
- Mark Ronson – rythmes, harpe, cordes de synthé, percussions
- Michael Rose – saxophone
- Eddie Thornton – trompette (1-3)
- Trevor Edwards – trombone (1-3)
- Paul Powell – batterie (1)
- Jonny Wimbolt-Lewis – batterie (9)

## Liste des titres

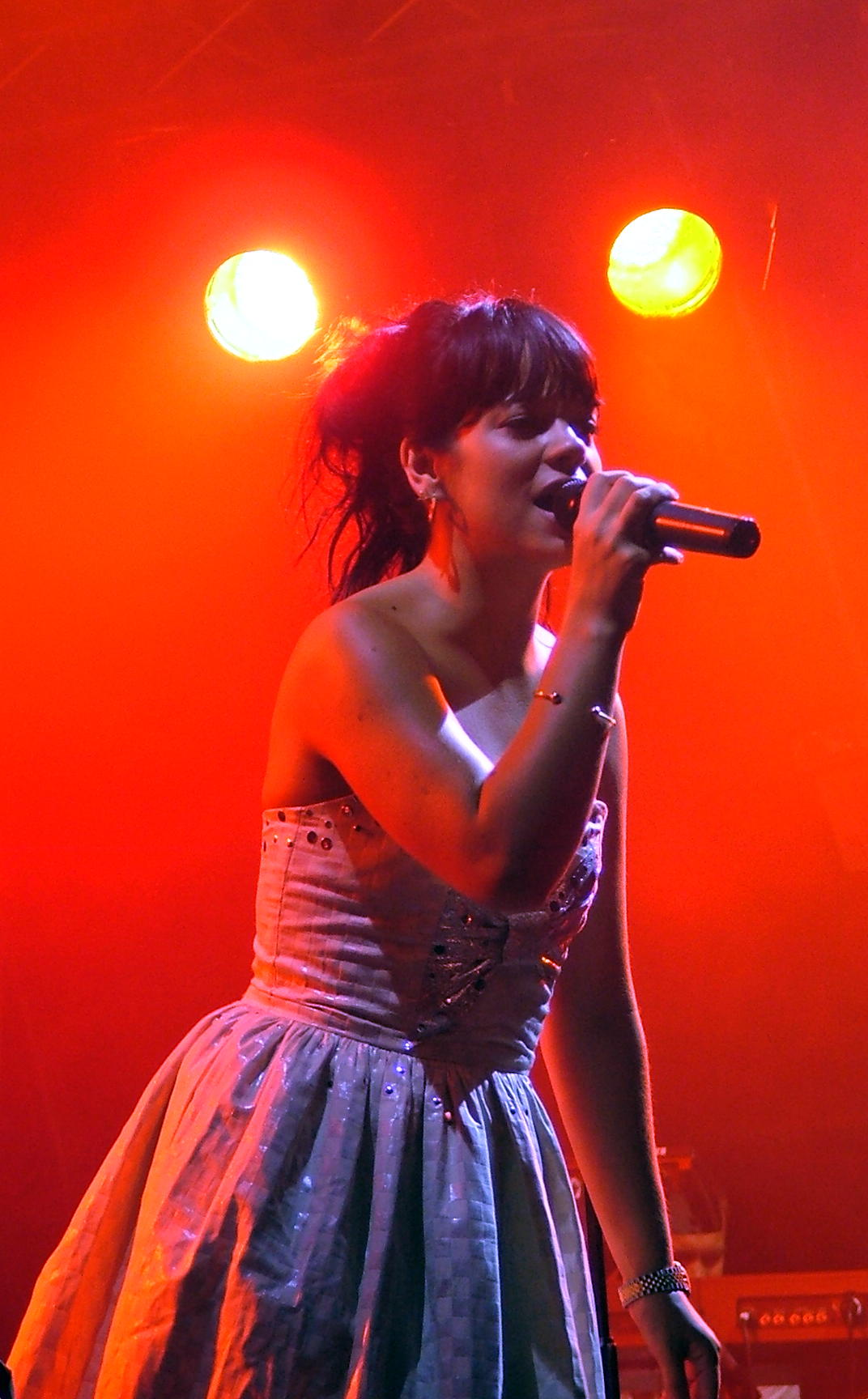
Lily Allen en concert au Somerset House de Londres

1. Smile  (Allen, Iyiola Babalola, Darren Lewis, Jackie Mittoo, Clement Dodd)  - 3:16
2. Knock ’Em Out  (Allen, Babalola, Lewis, Earl King)  - 2:53
3. LDN  (Allen, Arthur « Duke » Reid, Babalola, Lewis)  - 3:10
4. Everything's Just Wonderful  (Allen, Greg Kurstin)  - 3:28
5. Not Big  (Allen, Kurstin)  - 3:16
6. Friday Night  (Allen, Pablo Cook, Jonny Bull)  - 3:06
7. Shame for You  (Allen, Blair Mackichan)  - 4:06
8. Littlest Things  (Allen, Mark Ronson, Pierre Bachelet, Hervé Roy)  - 3:02
9. Take What You Take  (Allen, Lewis, Babalola)  - 4:06
10. Friend of Mine  (Allen, Babalola, Lewis, O’Kelly, Ernest, Rudolph, Ronald et Marvin Isley, Chris Jasper)  - 3:57
11. Alfie  (Allen, Kurstin)  - 2:46
12. Mr. Blue Sky (Jeff Lynne) - titre bonus de la version française - 3:46

## Classements et certifications
| Chart (2006)             | Meilleure position | Certifications          | Ventes     |
| ------------------------ | ------------------ | ----------------------- | ---------- |
| Argentine                | 3                  | or                      | 25 000+    |
| Australie                | 7                  | platine                 | 80 000+    |
| Belgique (Flandre)       | 24                 |                         |            |
| Belgique (Wallonie)      | 79                 |                         |            |
| Canada                   | 21                 | or                      | 50 000     |
| Pays-Bas                 | 27                 |                         |            |
| France                   | 47                 | argent                  | 35 000+    |
| Irlande                  | 6                  | platine                 | 15 000+    |
| Italie                   | 22                 |                         |            |
| Nouvelle-Zélande         | 22                 | or                      | 10 000+    |
| Norvège                  | 15                 |                         |            |
| Suède                    | 42                 |                         |            |
| Suisse                   | 53                 |                         |            |
| Royaume-Uni              | 1                  | triple album de platine | 1 000 000+ |
| Chart (2007)             | Meilleure position | Certifications          | Ventes     |
| Billboard 200 États-Unis | 20                 | or                      | 600 000+   |
| Europe                   |                    | platine                 | 1 000 000+ |